# Nici o problemă
Nici o problemă este al patrulea album al trupei Paraziții, lansat pe CD și pe casetă la data de 14 iulie 1999 prin casa de discuri A&A Records.
”Este primul album editat pe CD și casetă (restul apărând doar pe casetă), fiind precedat de albumele „Poezii pentru pereți” (Kromm Studio, 1995; exista și o reeditare a albumului, la AMMA), „Nimic normal” (Digital Records, 1996) și „Suta” (Digital Records, 1997), lansate în formula Stefan Cătălin Ion (Tenie / Tenny-E), Bogdan Ionuț Pastaca (B-I-P) și Eugen (DJ I.E.S.).
Începând cu acest album componența Paraziții suferă o transformare, DJ I.E.S. fiind înlocuit de Petre Urda „FreakaDaDisk” (fost membru Morometzii) și se începe colaborarea pentru management și impresariat cu Rebel Music.
De asemenea, numele de scena ale celor doi MC sunt modificate, Tenie schimbându-și numele în Cheloo, iar B-I-P în Ombladon.
Single-ul ce a promovat albumul a fost lansat la scurt timp după apariția acestuia, fiind reprezentat de piesa „Bagabonți 99”, acest videoclip fiind interzis de Consiliul National al Audio-vizualului în luna septembrie, deoarece s-a considerat că instigă la consumarea băuturilor alcoolice.
Al doilea single ce a beneficiat de videoclip a fost „Omu’ din liftu’ tău”, difuzat de televiziunile cu profil muzical din acea perioadă sub numele „Omul din lift”, numai după miezul nopții.
De asemenea, alte două piese ce fac parte din tracklist-ul albumul „Nici o problemă” („Așa cum vreau” și „Din inima străzii”) au apărut pe compilația „Hip și Hop Murale”, lansată de A&A Records în aprilie 1999.
Albumul conține 13 track-uri (Intro, 10 piese, un interludiu și outro).
Instrumentalele pieselor sunt realizate de Cheloo, iar scratch-urile de FreakaDaDisk („Nu mă schimbi”, „Omu’ din liftu’ tău”, „La intervenție"), cu excepția piesei „Curios / Scandalos”, pentru care au colaborat cu DJ I.E.S., fostul coleg de trupă.
Albumul nu are invitați, singurele nume care își aduce contribuția sunt Vlad Ben „B.Ben” Blindu Sorin (pe „Bagabonți 99”), Sorin „Pigmy” (vioară pe „Din inima străzii") și Nea’ Gogu, portarul de la Studio Box (pe „Radio”).
Inregistrările au fost efectuate în perioada februarie – iulie 1999 la Studio Box, ingineri de sunet fiind Cheloo și B.Ben.
Producătorul executiv al albumului este Stefan Catalin Ion „Cheloo”, de management ocupându-se Gianiny Munteanu (Rebel Music).”

## Lista pieselor[5]
| Nr.             | Titlu                 | Autor(i)                                  | Lungime |  |
| 1.              | „Infiltrarea”         | Cheloo și Ombladon                        | 1:26    |  |
| 2.              | „Curios / Scandalos”  | Cheloo, Ombladon și DJ. I.E.S.(Scratch)   | 3:39    |  |
| 3.              | „Corecția”            | Cheloo                                    | 0:23    |  |
| 4.              | „Doovorbe”            | Cheloo și Ombladon                        | 1:50    |  |
| 5.              | „Așa cum vreau”       | Cheloo, Ombladon                          | 4:00    |  |
| 6.              | „Nu mă schimbi”       | Cheloo, Ombladon și Freakadadisk(Scratch) | 4:05    |  |
| 7.              | „Bagabonți 99”        | Cheloo, Ombladon și B. Ben                | 3:01    |  |
| 8.              | „Omu' din liftu' tău” | Cheloo, Ombladon și Freakadadisk(Scratch) | 2:26    |  |
| 9.              | „La intervenție”      | Cheloo, Ombladon și Freakadadisk(Scratch) | 3:35    |  |
| 10.             | „La șto”              | Cheloo                                    | 0:59    |  |
| 11.             | „Nr. 1”               | Cheloo și Ombladon                        | 2:54    |  |
| 12.             | „Din inima străzii”   | Cheloo, Ombladon și Pigmy(Vioară)         | 3:36    |  |
| 13.             | „Radio”               | Cheloo și Ombladon                        | 1:40    |  |
| Lungime totală: | Lungime totală:       | Lungime totală:                           | 33:34   |  |